# Голан, Тамар
Тамар Голан (ивр. תמר גולן‎, 18 декабря 1933, Хайфа — 30 марта 2011, Хайфа) — израильская журналистка и дипломат, особенно известная своей работой по развитию отношений между Израилем и африканскими странами, а также своими усилиями по повышению уровня знаний и осведомлённости об африканской культуре в Израиле.

## Биография
Голан родилась в Хайфе в 1933 году. В юности она принимала активное участие в движении «Ха-шомер ха-цаир». Она отслужила обязательную армейскую службу в бригаде Нахаль и присоединилась к группе солдат, отправленных на помощь в кибуц Лахав, к северу от Беэр-Шевы. Закончив службу в армии, Голан стала членом кибуца. Получив докторскую степень в Колумбийском университете, она начала свою профессиональную карьеру.
Впервые она поехала в Африку в 1961 году, когда вместе со своим мужем Авияху Голаном присоединилась к израильской делегации в Эфиопии и работала там учительницей. После смерти мужа в Эфиопии она вернулась в кибуц Лахав. Она больше не выходила замуж. Она работала журналисткой в нескольких израильских СМИ и в африканском отделе BBC, но большую часть своей карьеры провела в газете Маарив, освещая события в африканских и арабских странах. Она также работала репортёром газеты «Маарив» в Париже. Тот факт, что у неё было двойное гражданство (израильское и французское), а следовательно, право на французский паспорт, помог ей въезжать в страны, враждебные Израилю.
Она создала сеть контактов с влиятельными деятелями в Африке и во Франции и получала просьбы от израильских чиновников помочь в поддержании контактов с африканскими лидерами, особенно после Шестидневной войны, когда многие африканские страны разорвали дипломатические отношения с Израилем. В 1994 году Голан была назначена послом Израиля в Анголе.
Она прослужила там с 1995 по 2002 год. Позднее она вернулась в Анголу по просьбе президента Анголы, чтобы помочь создать под эгидой ООН целевую группу по разминированию. Вернувшись в Израиль, Голан направилась в кибуц Лахав и прожила там всю оставшуюся жизнь, хотя она и не продлила своё членство в кибуце. Она стала активисткой фонда, который помогал бедуинской молодёжи получать высшее образование, и основала центр африканских исследований в Университете Бен-Гуриона в Беэр-Шеве.

### Смерть
Тамар Голан покончила с собой 30 марта 2011 года в возрасте 77 лет в отеле в родной Хайфе. В оставленном ею письме, которое было обнародовано созданным ею Африканским центром, она выражает разочарование недавними политическими событиями в Африке и на Ближнем Востоке. Она упоминает о «резком ухудшении ситуации» в Кот-д’Ивуаре и о том, что Ангола по-прежнему «поражена коррупцией». О ситуации на Ближнем Востоке она говорит в своём письме: «Я устала чувствовать себя Дон Кихотом, который пытается бороться с ветряными мельницами ухудшающейся реальности в этой стране». Близкая подруга Тамар Голан, которая была с ней среди первых жителей кибуца Лахав, рассказала газете Гаарец, что здоровье Голан ухудшилось: «её тело предало её, и она больше не могла этого выносить», — сказала она.